# Nikodemus Holler
Pour les articles homonymes, voir Holler.
Nikodemus Holler, né le 4 mai 1991 à Mühlacker, est un coureur cycliste allemand.

## Biographie
En 2012, Nikodemus Holler se classe deuxième du championnat d'Allemagne sur route espoirs derrière Rick Zabel. À la suite de la dissolution de l'équipe Specialized Concept Store, il rejoint la formation Thüringer Energie en 2013. À partir du mois d'août, il entre dans l'équipe WorldTour Argos-Shimano en tant que stagiaire. 
Pour l'année 2014, il signe au sein de l'équipe Stuttgart. Il obtient son meilleur résultat aux championnats d'Allemagne, avec une onzième place.
En 2015, il rejoint Bike Aid-Ride for help. Il termine notamment neuvième du Tour du Maroc et quinzième du Circuit de Getxo. L'année suivante, il termine septième du Tour de Chine I, dixième de l'An Post Rás et onzième de la Tropicale Amissa Bongo.

## Palmarès
- 2012
  - 2e du championnat d'Allemagne sur route espoirs
- 2017
  - Tour du Cameroun:
    - Classement général
    - 2e étape

  - Tour du lac Poyang :
    - Classement général
    - 4e et 5e étapes

  - 3e de la Tropicale Amissa Bongo
- 2018
  - 4e et 5e étapes du Tour de Hongrie
  - 1re étape du Tour du lac Poyang
  - 8e étape du Tour de Singkarak
  - 2e de la Tropicale Amissa Bongo
  - 2e du Tour de Singkarak
  - 3e du Tour du Maroc
- 2019
  - 4e étape du Tour du lac Poyang (contre-la-montre par équipes)
- 2020
  - Prologue du Sibiu Cycling Tour
  - Tour de Thaïlande
  - 2e du Tour de Roumanie
- 2021
  - 3e du Tour du Kosovo

## Classements mondiaux
| Année                                 | 2016  | 2017  | 2018 | 2019  | 2020 | 2021  |
| ------------------------------------- | ----- | ----- | ---- | ----- | ---- | ----- |
| Classement mondial                    | 883e  | 496e  | 371e | 1227e | 199e | 1319e |
| UCI Europe Tour                       | 1267e | 1023e | 516e | 853e  | 165e | 949e  |
| UCI Asia Tour                         | 182e  | 469e  | 334e |       |      |       |
| UCI Africa Tour                       | 145e  | 18e   | 16e  |       |      |       |
|                                       |       |       |      |       |      |       |
| Légende : nc = non classéSource : UCI |       |       |      |       |      |       |